# Rodès
Rodès là một xã trong tỉnh Pyrénées-Orientales, vùng Occitanie phía nam nước Pháp. Xã Rodès nằm ở khu vực có độ cao 200 mét trên mực nước biển.